# Portocristo

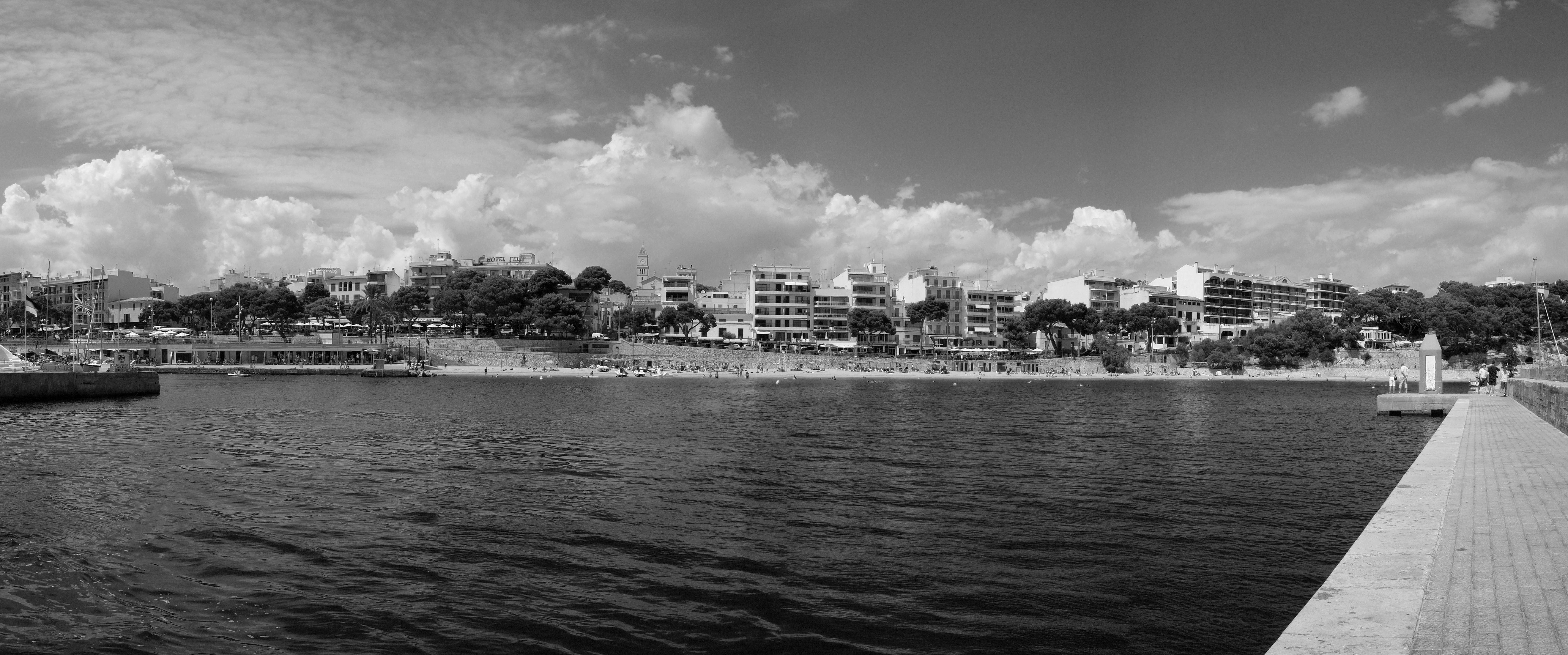
Platja del Port de Manacor

Portocristo (erròniament escrit Porto Cristo, i alternativament conegut pel seu nom històric, Port de Manacor) és una població costanera situada al llevant mallorquí; i forma part del municipi de Manacor. Fou fundat com a colònia agrícola sota el nom de Colònia del Carme, i actualment és un punt turístic clau per les visites a les Coves del Drac i les Coves dels Hams.

## Història
La troballa de restes d'una nau romana confirma que la cala ja fou usada com a port en època antiga. El segle xvi es construí una torre de guaita, la Torre del Serral dels Falcons, que durant segles fou la sola construcció de la cala.
Durant bona part del segle xix no tengué activitat comercial, i no era sovintejat més que per pescadors. Llavors era anomenat Cala Manacor. El 1851 l'Ajuntament ja hi feu bastir un local per refugiar-se les tripulacions del guardacostes i els pescadors. El 1882 es documenta que la família de pescadors dels Pelats, originària de Felanitx, ja vivia a les coves del port, i uns anys més tard es documenten la Patroneta i els germans Perlines, del barri de Santa Catalina de Palma, que vivien dins un llaüt al port, i poc més tard es traslladaren a una cova.
La construcció del port anà lligada amb les intencions del marquès del Reguer, propietari de grans possessions a la zona. El 1873, el marquès Jordi de San Simón projectà la fundació d'una colònia agrícola emparant-se en la Llei de Colònies Agràries de 1868 per gaudir dels beneficis fiscals que concedia, però la colònia no s'establí oficialment fins a 1888. La colònia fou anomenada Colònia del Carme, perquè s'acollí al patronatge de la Mare de Déu del Carme, protectora dels mariners, i pretenia potenciar tres activitats: l'agricultura, tal com preveia la llei; la pesca i el comerç marítim, tal com escau a una població costanera; i l'estiueig. Aquesta darrera activitat fou molt important, atès que a començament del segle xx la major part dels manacorins empadronats al port eren de classe benestant, que eren els que es podien permetre una segona residència.
De manera paral·lela a la colònia es promogué la creació del nou port, naturalment relacionat amb el topònim de Port de Manacor. A causa de la crisi de la fil·loxera, que arribà a França el 1860, la vinya prengué gran importància a Manacor, que, juntament amb Felanitx, fou un dels grans centres productors de Mallorca. El 1885 a Manacor hi havia quatre fàbriques de destil·lació d'esperit. Per això, el 1887 l'Ajuntament demanà l'habilitació del port. El 18 de febrer de 1888, el mateix any de constitució de la colònia, s'aprovà la duana de segona classe, que s'instal·là en una oficina sufragada pel mateix marquès del Reguer, que també tenia interessos en el port. A més de vi i destil·lats, hom exportava fusta, carbó mineral i bestiar. El port, però, no tenia les instal·lacions necessàries i els vaixells no podien atracar i havien d'ancorar enmig de la cala, d'on es transportava la càrrega amb bastides i cordes. Per això, hi hagué productors que s'estimaren més exportar els productes pel tren fins a Palma. Com es veurà, la intenció de l'Ajuntament de posar el port a l'alçada de ports comercials com el Port de Sóller i el Port de Felanitx no fou més que un projecte.
El primer any passaren 37 vaixells dedicats al comerç de vi. Un vapor anomenat Pastilla White feia setmanalment el trajecte del Port de Manacor a Barcelona, i arribava també a Seta i a Marsella. Amb tot, el 1889 fou molt mala anyada, i les exportacions minvaren, en part també perquè l'impost de consums havia incrementat per l'obertura de la duana. A partir de 1891 tot s'agreujà, perquè finalment també arribà la fil·loxera a Mallorca i les exportacions de vi gairebé desaparegueren. Finalment, la crisi econòmica del consistori provocà el tancament de la duana el 1895, sense haver assolit mai el ritme d'un port important.
Tot i que el projecte del port va fer fallida, el 1894 hi hagué una gran demanda de manacorins per instal·lar-se a la colònia, a causa dels avantatges tributaris i militars que gaudien els que hi habitaven afegides a les grans necessitats econòmiques. El 1895 la població era de 103 habitants. Però el 1913, vint-i-cinc anys més tard de la constitució de la colònia, desaparegueren les condicions avantatjoses derivades de la llei, i això provocà un descens de la població, encara que molts dels censats al Port en realitat residien a Manacor i eren censats al Port per beneficiar-se dels avantatges fiscals. El 1916 començà la construcció de la nova església, dedicada a la Mare de Déu del Carme (la patrona), projectada per Antoni Maria Alcover en estil neoromànic i construïda devora l'església anterior (la qual, al seu torn, havia substituït una primitiva esgleieta), que tanmateix fou enderrocada anys més tard.

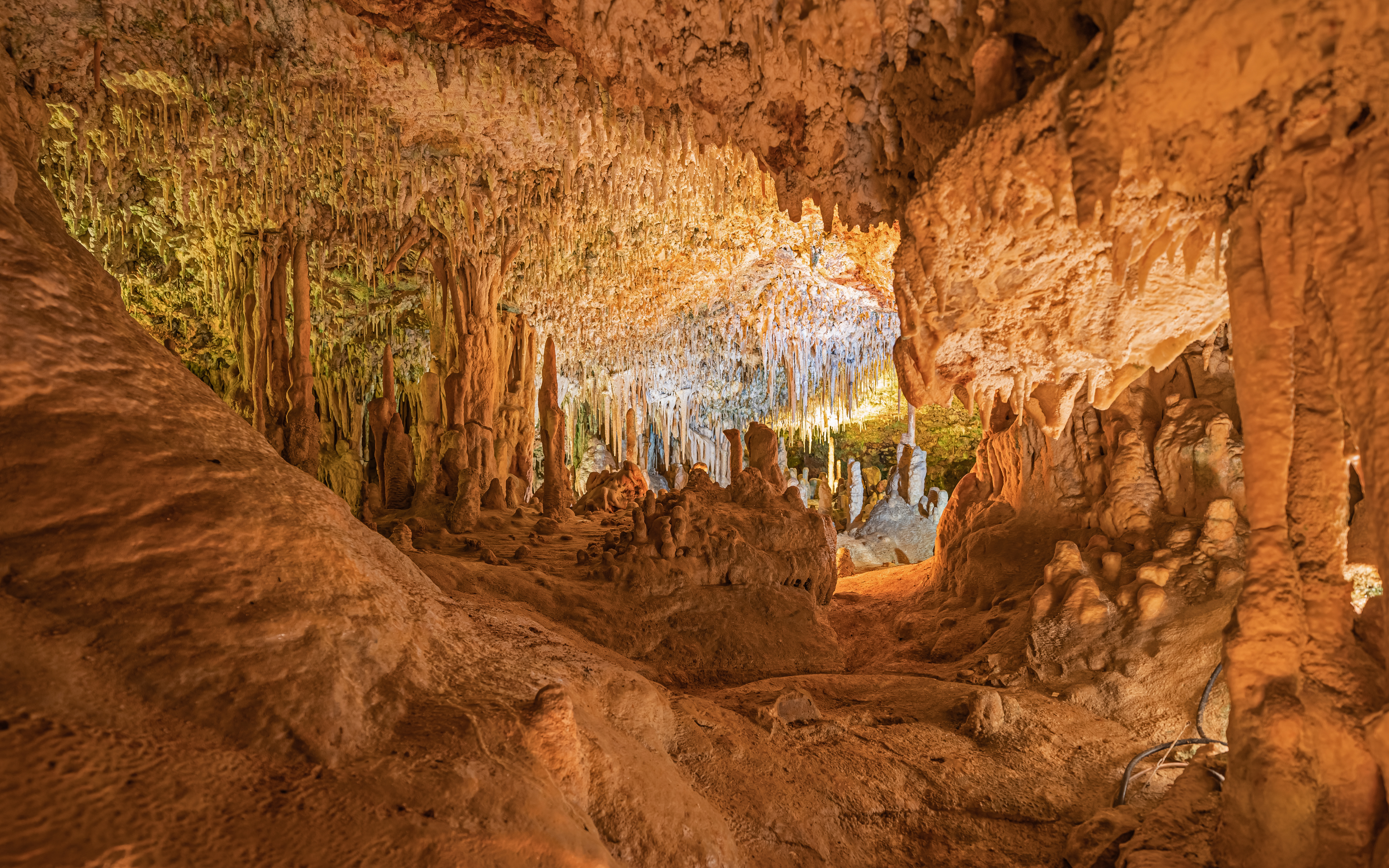
Coves dels Hams

El 1910 s'obriren al públic les Coves dels Hams, descobertes pocs anys abans per Pere Caldentell, a poc més d'un quilòmetre de la població. Això comportà l'inici del desenvolupament del turisme a Portocristo, que combinava el bany amb la visita a les coves, a les quals s'afegiren les Coves del Drac el 1922. A partir de 1940, els manacorins promogueren el Port com a zona d'estiueig, i molts hi construïren la segona residència. A conseqüència d'això, entre 1945 i 1965 l'activitat principal passà de ser l'agricultura a ser la construcció i l'hosteleria.
El 1936, fou el lloc del desembarcament del capità Bayo, el 16 d'agost; i que es retiraren, el 4 de setembre, durant la Guerra Civil espanyola.

## Toponímia
Si bé és cert que als inicis el projecte fou anomenat Colònia del Carme, nom que prové de l'advocacia de la Mare de Déu del Carme, històricament el municipi costaner s'ha conegut com a Cala Manacor (l'accident geogràfic) i Port de Manacor a la zona urbana al voltant de la costa.
Pel que fa al topònim de Portocristo, la primera documentació data de 1888, l'any d'establiment de la Colònia del Carme i l'any de l'obertura de la duana del Port. Es tracta d'un topònim de creació moderna, a imitació dels topònims mallorquins començats amb el mossarabisme Porto- (com el veí Portocolom) i incorporant com a segon element una coneguda llegenda popular entorn del Sant Crist de Manacor, el qual data del segle xvii, però que la llegenda situa concretament a l'any 1260. Es diu que un vaixell genovès va haver de refugiar-se a Cala Manacor a causa d'un temporal molt fort. Considerant que havien salvat la vida per intercessió divina, la tripulació decidí oferir a la vila de Manacor tres objectes de gran valor que figuraven entre la càrrega: una imatge de la Mare de Déu, una campana de grans dimensions (de nom Eloi) i el Sant Crist de Manacor. Sembla que el nom de Portocristo s'aplicà inicialment al port, i per extensió s'aplicà més tard també a la població.
El 1988 el Govern de les Illes Balears va proposar la normalització i la institucionalització per decret dels noms duplicats d'alguns llocs de l'illa, així com eliminar les referències al franquisme o a les denominacions errònies. D'aquesta manera, el govern proposà Cala Moreia, Estany d'en Mas i Portocristo, aquest darrer amb l'objectiu d'acabar amb la triplicitat de formes en què s'escrivia el neotopònim (Porto Cristo, Porto-Cristo i Portocristo) i fixar d'una vegada la forma correcta en llengua catalana. El Gabinet d'Onomàstica de la Universitat de les Illes Balears, l'òrgan oficial de fixació de topònims del govern balear, va assegurar que l'única forma correcta és Portocristo, tot junt, a l'estil de la resta de noms tradicionals amb el Porto- mossaràbic (Portocolom, Portopetro i Portopí). Això no obstant, l'Ajuntament de Manacor no va voler acatar la normalització i va decidir recórrer al govern espanyol la forma. L'any 1998 el Tribunal Suprem espanyol va decretar que la forma oficial era Porto Cristo, la mateixa que durant els anys del franquisme i que anava en contra de tots els organismes especialitzats en toponímia del país.
Així doncs, avui encara trobem multiplicitat de formes amb el topònim de Portocristo: si bé el Govern de les Illes Balears i la Universitat de les Illes Balears al capdavant exigeixen i reconeixen com a forma correcta i normalitzada (Portocristo), el govern de la ciutat de Manacor insisteix a fer complir la sentència espanyola que retorna als anys previs de la democràcia i fixa la forma separada (Porto Cristo) sense cap mena de fonament ni criteri etimològic, simplement per pura decisió política.

## Geografia
La localitat està situada en una important zona turística, entre la Costa dels Pins i la Cala Murada. La seva petita badia està oberta cap al sud-est, i sembla pràcticament tancada per la dreta per un gran penya-segat anomenat Morro de Sa Carabassa. Al seu extrem es troba un far, construït el 1851. El desnivell (anomenat Punta d'Els Pelats) tanca parcialment el moll del Port de Manacor/Portocristo; i una entrada de la mar d'uns quatre-cents metres cap a l'oest —que gira després, en angle recte, en direcció nord, amb una prolongació d'uns tres-cents metres més.
Entre aquest penya-segat i la platja, i gairebé paral·lelament a l'entrada del port, trobem una petita edificació allargada, construïda sobre l'aigua per aturar la maror que entrava al port, anomenada popularment es Martell. El port esportiu, anomenat es Rivet, està construït dins la desembocadura dels torrents de na Llabrona i ses Talaioles, limitat al bloc nord per es Pontet, un petit pont que no deixa passar les embarcacions rierol amunt. La platja de Portocristo es troba devora el port, i és punt de trobada de molts residents durant l'estiu. Altres cales properes són la Cala Petita, només accessible a peu; i la Cala Murta, a l'altre extrem de Portocristo.
Per carretera té comunicacions de nord a sud per 4 vies:
- Ma-4023 cap a Son Servera (9 km).
- Ma-4024 cap a Son Carrió (6 km).
- Ma-4020 cap a Manacor (12 km).
- Ma-4014 cap a Portocolom (18 km).

## Fires, festes i celebracions
- A l'hivern, Sant Antoni Abat, el 17 de gener. Se celebren les tradicionals beneïdes d'animals amb desfilada de carrosses.
- A l'estiu, per la Mare de Déu del Carme (el 16 de juliol), que és la patrona. Es fan dues setmanes de festes que, entre molts altres actes, inclouen una Mostra de Cuina Marinera i una Fira Nocturna. Acaben amb un monumental castell de focs artificials.

## Entitats
- Portocristo CF
- portocristo.org Arxivat 2019-12-27 a Wayback Machine.
- Pescatruis (associació de joves de Portocristo)